# Raised Under Grey Skies
Raised Under Grey Skies è il primo album in studio del cantautore britannico JP Cooper, pubblicato il 6 ottobre 2017.

## Tracce
Edizione Standard
1. We Were Raised Under Grey Skies – 3:30
2. September Song – 3:40
3. Good Friend – 2:57
4. All This Love – 3:14
5. The Only Reason – 3:40
6. Passport Home – 3:00
7. She's on My Mind – 2:58
8. Wait – 3:52
9. Change – 3:48
10. Closer – 3:03
11. Beneath The Streetlights And The Moon – 3:34
12. In The Silence – 3:19
13. Momma's Prayers (con Stormzy) – 5:05

Edizione Deluxe
1. Masterpiece – 3:38
2. Tidal Wave – 3:32
3. Party – 3:23
4. Lost Boy Dreaming – 3:44
5. Passport Home (Piano Acoustic) – 3:03
6. September Song (Guitar Acoustic) – 3:32
7. Perfect Strangers (Band Version) – 3:46